# 통화 스와프
통화 스와프(currency swap)란, 통화교환(스왑)의 형식을 이용하여 단기적인 자금 융통을 행하기로 하는 계약을 뜻한다. 통화스왑은 통화라는 기초자산을 스왑 계약이라는 방식으로 거래하는 것을 말한다. 스왑은 '바꾸다, 교환하다'는 의미가 있다. 국가간의 통화스왑 협정은 두 나라가 자국 통화를 상대국 통화와 맞교환하는 방식으로 이루어진다.

## 같이 보기
- 세계금융위기